# Nokia 3
Nokia 3，是由HMD Global打造的Nokia品牌Android智慧型手機，發表於2017年2月26日的巴塞隆納MWC。2019年6月4日可升级至Android 9。

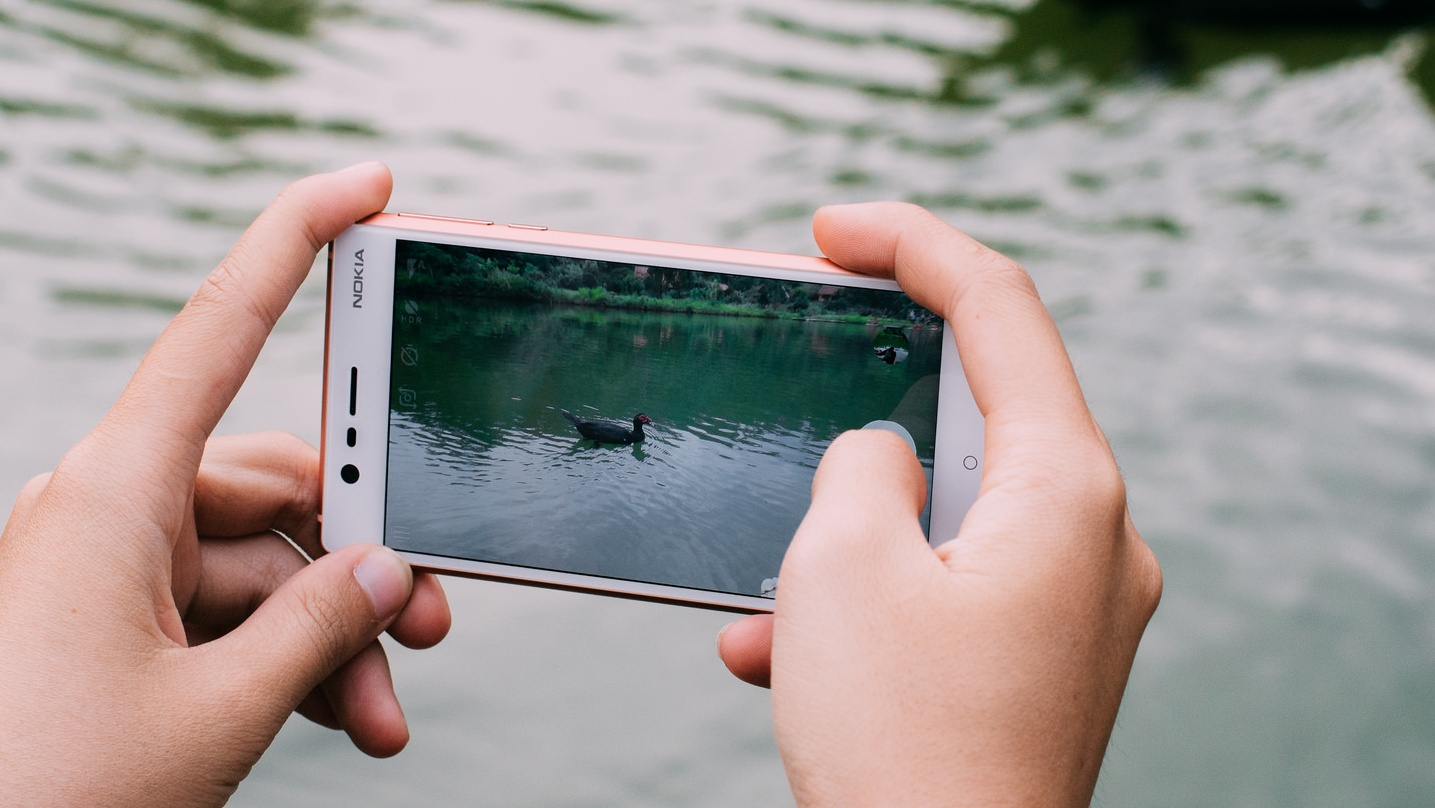
Nokia 3 (2017)

## 外部連結
- 官方网站（繁體中文）